# Accademia della Crusca
Accademia della Crusca ([akadèmia dèla krùska]) je italijanska ustanova, ki se ukvarja izključno z jezikoslovjem in filologijo italijanščine. Kot uradni referent za italijanski jezik je med drugim član Evropske Federacije Narodnih Jezikoslovnih Ustanov (EFNIL), ki je bila nedavno ustanovljena za določitev skupnih smernic pri zaščiti narodnih jezikov. Ustanova deluje na treh področjih: študij in zaščita originalnih italijanskih izrazov, svetovanje in določanje pravil pri praktični uporabi jezika, stalno obnavljanje in publikacija uradnega slovarja italijanskega jezika. Ker je zahtevalo izdajanje slovarja pretežak strošek za Akademijo, je nalogo prevzel državni Svet za Raziskovanje CNR (Consiglio Nazionale delle Ricerche), ki je v ta namen ustanovil inštitut Opera del Vocabolario Italiano kot odsek Akademije.

## Zgodovina ustanove
Dogajanja, ki so privedla do nastanka te ugledne ustanove, so precej »neakademična«. Med letoma 1570 in 1580 se je redno shajala skupina prijateljev, ki si je zadala ime »druščina posevkarjev«. Sklicujoč se na posevke (it. crusca), ki so stranski produkt manjše vrednosti pri mletju žita, so hoteli poudariti, da so - za razliko od florentinskih akademikov - prirejali le igrive debate in razprave postranske važnosti, torej »posevke«. Med temi prvimi posevkarji so bili najbolj aktivni Giovan Battista Deti, Anton Francesco Grazzini, Bernardo Canigiani, Bernardo Zanchini in Bastiano de’ Rossi. Toda s prihodom Lionarda Salviatija v oktobru leta 1582 se je njihovo zanimanje razvilo v resno voljo po ureditvi in normiranju jezika, kar je postavilo pogoje za vse nadaljnje delovanje. 
Salviati je dal nov simbolični pomen »posevkom«, ko je druščini določil cilj, da loči prvovrstno moko (čisti jezik) od posevkov (napak, barbarizmov in tujk). Kot temelj za študij italijanščine je postavil florentinsko govorico trinajstega stoletja. Takoj so pričeli z organizacijo tega novega društva in po dveh letih so uradno ustanovili Akademijo 25. marca leta 1585. Salviati je umrl leta 1589, a po njegovih smernicah se je društvo organiziralo z natančno določitvijo nalog in imenovanjem odgovornih kadrov. Po par letih je bilo sprejeto kot simbol Akademije sito, s katerim mlinarji ločijo posevke od čiste moke, za moto pa Petrarkov verz »najlepši cvet pobere«. V duhu tistih časov so se vsi predmeti, celo pohištvo, nazivali z imeni, ki so spominjala na žito, posevke ali kruh. Osebni grbi akademikov so imeli obliko krušne lopate, na kateri je bil poleg imena zapisan tudi osebni moto .

### Slovar
Že leta 1590 se je delovanje Akademije osredotočilo na pripravo Slovarja. Najprej so bila prevzeta gesla Dantejeve Božanske Komedije, Boccacciovega Dekamerona in Petrarcovega Canzoniera, nato se je delo razširilo na vse florentinske tekste trinajstega stoletja, vključno z ljudskim izročilom. Končno so prišla v pretres dela izbranih poznejših in neflorentinskih avtorjev. V tem prvem obdobju je bila metodologija eden od najbolj perečih problemov, predvsem v zvezi z redko rabljenimi gesli in z etimologijo. Določili so razna pravila in imenovali komisijo štirih članov, ki je imela zadnjo besedo v spornih vprašanjih. Prvi Slovar  je izšel leta 1612 v Benetkah in je zbudil veliko zanimanje, a tudi mnogo nasprotovanja. Predvsem ni šla v račun odločna opredelitev za florentinsko govorico, pa tudi neprikrito obnavljanje arhaičnih izrazov, Kljub temu je bil Slovar neprecenljive vrednosti za takrat kaotično Italijo, politično in jezikovno razdrobljeno, saj je povezoval vse italijansko govoreče in je bil torej temelj enotne kulture. Tudi izven Italije je služil za vzor sestavljalcem slovarjev drugih jezikov. 
Druga izdaja, iz leta 1623, je bila le ponatis prve. Dodani so bili samo citati nekaterih avtorjev, na primer Michelangela.
Tretja izdaja je bila - po dveh beneških - tiskana v Firencah leta 1691 s posvetitvijo Cosimu III. de'Medici. Gre za bogato razširjeno izdajo v treh knjigah. Prvič se pojavijo tehnični izrazi ter glagolske in samostalniške izpeljanke, za kar so citirana modernejša dela, na primer Tasso. Prvotni načrt je predvideval tudi istočasno izdajo etimološkega slovarja, a je bil uresničen samo posredno, V istem času je namreč Francoz Gilles Ménage delal na podobnem projektu in je že začel izdajati odlomke dela Origini della lingua italiana, zato mu je Akademija odstopila vse svoje gradivo, to je predvsem poglavja o medicinski terminologiji. Čeprav je bil Ménage sicer član Akademije, je slovar Origini izšel kot njegovo osebno delo.
Tudi četrta izdaja, ki je izšla med letoma 1729 in 1738 v šestih knjigah, je bila sprejeta s precejšnjim nasprotovanjem. Kritike so bile podobne tistim ob prvi izdaji. Nekaterim ni bilo prav, da je Slovar izšel v Firencah, zato je sam izdajatelj poskrbel za dva privatna ponatisa, v Benetkah in v Neaplju. Hujše je bilo oporekanje Akademiji, da si lasti pravico do urejevanja jezika, pri čemer zapostavlja živo moderno izražanje v prid arhaizmov. Akademija ni odgovorila polemikam, kar je vojvoda Leopold II. Habsburško-Lotarinški razumel kot priznanje krivde in jo je zato leta 1783 priključil Florentinski Akademiji (Accademia Fiorentina), njene knjige in bogate arhive pa dodelil javni knjižnici.

### Napoleonov poseg
V tistih letih je bil velik del današnje Italije pod oblastjo Napoleona Bonaparteja, ki je pa povsod podpiral lokalno narodno zavest. Tako je na primer odločil (1809), da se v Toskani sme uporabljati italijanščina enakopravno s francoščino na sodiščih, v javnih in privatnih zadevah. Da bi si pridobil ljudsko odobravanje, je celo velikodušno dodelil letno štipendijo 500 napoleonov za avtorje del, »ki bodo najbolj zaslužna za ohranitev čiste italijanščine«. Accademia della Crusca ni čakala boljše prilike. Že naslednje leto, 1811, se je spet osamosvojila in izrecno ji je bila dodeljena naloga, da »nadaljuje z izdajami Slovarja Italijanskega Jezika in skrbi za čistočo italijanščine«. za kar je bila dodeljena poleg štipendije 500 napoleonov za akademike, tudi plača za pisce slovarja v znesku 1000 napoleonov in za tajnika 1200 napoleonov letno. S temi prispevki je Akademija lahko začela dela za peto izdajo Slovarja in v kratkem odkupila eno najvažnejših knjižnic tiste dobe (Riccardiana). 
Akademija je nadaljevala s svojim poslanstvom, a dvajsetletna prekinitev del je postavila v ospredje novo generacijo akademikov, ki ni bila povezana s prejšnjo in ni imela zadostne izkušnje, zato so bili napredki bolj skromni. Samo poseg pesnika Vincenza Montija je odločilno vplival na novo izdajo Slovarja, čigar prva knjiga je izšla leta 1817. Njegov prispevek je najbolj viden v dodatku mnogih besed, ki zadevajo umetnost in znanost, kakor tudi v odstranitvi izključno florentinskih izrazov. Ustanovljene so bile kar štiri delovne skupine: za latinske in grške citate, za znanstveno izražanje, za slovnična vprašanja in za pregledovanje in popravo konceptov. Način dela je bil sicer natančen, a sila počasen, zato so se odločili za postopno izdajanje. Prvi zvezek je izšel leta 1843 in do 1851. so bili tiskani samo še štirje zvezki. Črka A je bila dokončana komaj leta 1854. Tako počasno napredovanje je narekovalo nove postopke pri delu. Akademiki so opustili poglobljeno preučevanje vseh besed in so se omejili na zbiranje »starinskih izrazov, tujk, nepravilnosti in dvomljivih primerov«, ki so jih začeli priobčevati pod naslovom Glossario. Ta je izhajal od leta 1863 do leta 1923, ko se je ustavil pri črki O: zadnja beseda je ozon.

### Dvajseto stoletje
Leto 1923 je odločilnega pomena za Akademijo. Takratni minister za javno šolstvo je namreč odločil, da ima ustanova predvsem didaktično poslanstvo, zato je njen cilj predvsem študij italijanščine in svetovanje v filoloških zadevah. Za zaščito tega poslanstva ji je bilo z zakonom prepovedano sestavljanje in objava slovarjev, kar je praktično popolnoma zaključilo vse dotedanje večstoletno delo in preprečilo vsak nadaljnji študij v tem smislu. O možnosti novega slovarja je bilo spet govora komaj leta 1955, tokrat v širšem obsegu, saj so se politične in sociološke razmere bistveno spremenile od časov prvega Slovarja. Akademija, ki je v drugi polovici preteklega stoletja razvila odlično mrežo stikov z vsemi podobnimi organizacijami na svetu, se ne sme več omejevati na klasični slovar, temveč se zavzema za mednarodne in vedno bolj specialistične oblike. Novi slovarji ne bodo preučevali le nekatere klasične avtorje in niti ne bodo služili le puristom, temveč bodo priča zgodovinskega razvoja jezika na vseh stopnjah in bodo uporabno orodje za vse panoge, bodisi literarne kot znanstvene, bodisi tehnične kot praktične, 

## Akademija danes
V zadnjih desetletjih, ko je bila Akademija razrešena dela s slovarji, se je lahko popolnoma posvetila poslanstvu, ki je bil že od samega začetka eden od glavnih ciljev, to je študij italijanščine. Že v 16. in 17. stoletju je bila Akademija filološki cenzor, a samo po letu 1937 se je lahko popolnoma posvetila temu opravilu. Od leta 1987 sestoji iz treh inštitutov. Študijski center italijanske filologije (Centro di studi di filologia italiana) izdaja revijo Studi di filologia italiana in ponatise pretežno antičnih del s komentarjem. Leksikografski študijski center (Centro di studi di lessicografia italiana) izdaja revijo Studi di lessicografia italiana. Študijski center za italijansko slovnico (Centro di studi di grammatica italiana) izdaja revijo Studi di grammatica italiana in zbirko predavanj o zgodovini in teoriji slovnice. Razen tega izdaja Akademija veliko knjig in obdobnih publikacij ter se ukvarja z organizacijo seminarjev, štipendij in odnosov s študenti in drugimi ustanovami. Ena od novejših pobud (2001) je ustanovitev Centra za svetovanje o sodobni italijanščini (Centro di Consulenza sulla Lingua Italiana Contemporanea, CLIC), ki preučuje in debatira razvoj sodobne italijanščine. 
Za praktične potrebe posameznika je morda najbolj zanimiva revija La Crusca per voi, kjer so objavljeni odgovori na vsa jezikoslovna in slovnična vprašanja, ki jih lahko vsakdo postavi. Podobno deluje tudi posvetovanje po spletni strani ustanove.